# ماریلو مارینی
ماریلو مارینی (انگلیسی: Marilú Marini؛ زادهٔ ۱۵ ژوئن ۱۹۴۵) بازیگر اهل کشور آرژانتین است. وی از سال ۱۹۶۰ میلادی تاکنون مشغول فعالیت بوده‌است.
از فیلم‌هایی که وی در آن نقش داشته است، می‌توان به دردسر هرروزه، یک روز در موزه و خوابگردها،  اشاره کرد.